# Apodicticité

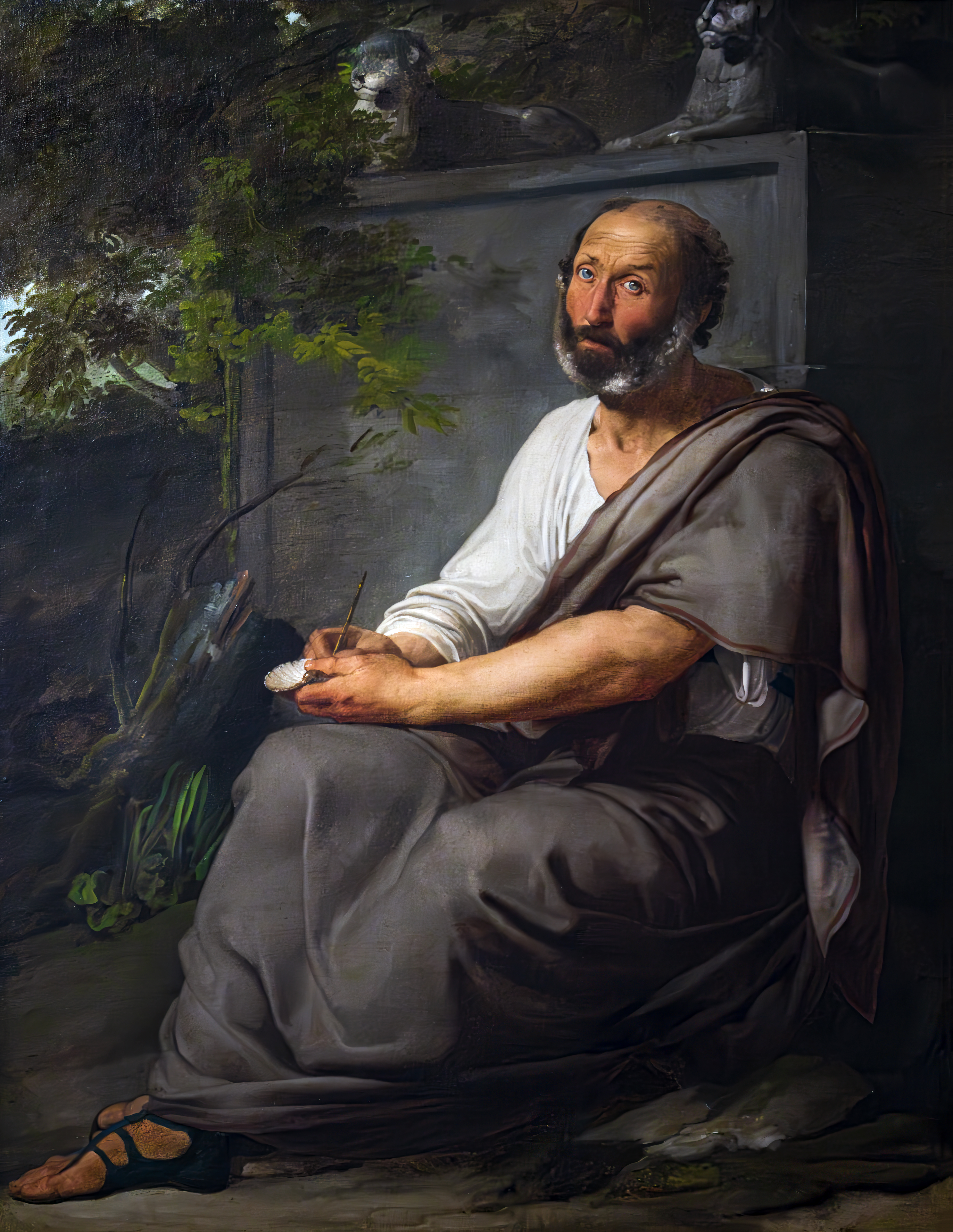
Aristote - Logicien qui a promu l'apodicticité dans la recherche de la connaissance.

Est apodictique, du grec ancien ἀποδεικτικός (qui démontre, qui prouve), une proposition, un jugement, au caractère d'universalité et de nécessité absolue, c'est-à-dire est nécessairement vraie pour tout esprit (partout et de tous temps).

## Signification opposée
Dans le cadre de la logique aristotélicienne, la forme apodictique est opposée à la dialectique, à l'instar de la preuve scientifique s'opposant à un raisonnement de nature probabiliste. Le mot anapodictique (qui signifie « indémontrable » chez Aristote) représente les prémisses premières et immédiates d'où part le syllogisme apodictique : ses axiomes. On peut par exemple penser aux principes classiques de la logique formelle : le principe d'identité, le principe de non-contradiction, le principe de bivalence et celui de tiers exclu.
Kant oppose le jugement apodictique, qui est démontré ou immédiatement nécessaire, au jugement assertorique, dont la vérité n'est pas démontrée ni immédiatement nécessaire, et au jugement problématique qui ne présente qu'un caractère de vraisemblance ou de possibilité.

## Exemples et contre-exemples
- « Tout point de l'espace euclidien est l'intersection d'une infinité de droites. » (voir géométrie euclidienne)
- En revanche, « un cercle est une courbe plane et fermée dont tous les points sont équidistants du centre » n'est pas apodictique : il ne s'agit pas d'un axiome, mais d'une tautologie, car c'est la définition même de l'objet considéré.
- Et « Napoléon est né en Corse » n'est pas apodictique non plus. Certes, cette proposition est vraie, Napoléon est né dans cette région, mais si l'on pense que ce qui a été aurait pu ne pas être, il aurait pu naître à Paris. Cette proposition est assertorique, c'est-à-dire vraie en fait, mais non par nécessité.
- Selon certaines interprétations possibles, le cogito de Descartes est apodictique, car évident par soi et fondateur d'une connaissance. Cette proposition (« le cogito de Descartes est apodictique ») n'est, elle, en revanche, pas apodictique : le cogito est l'un des concepts les plus discutés de l'histoire de la philosophie et beaucoup a déjà été dit à son sujet, que ce soit dans un sens ou dans l'autre.